# Die Insel der Träume
Die Insel der Träume é um filme mudo produzido na Alemanha, dirigido por Paul L. Stein e com atuações de Liane Haid, Harry Liedtke e Alphons Fryland.